# Those Were the Days (Dolly Parton)
Those Were the Days è il quarantunesimo album in studio della cantante statunitense Dolly Parton, pubblicato l'11 ottobre 2005 dalla Sugar Hill Records.

## Il disco
Si tratta di un disco di cover di brani degli anni '60 e '70 e si avvale della collaborazione di molti artisti.

## Tracce
1. Those Were the Days – 5:00 (Gene Raskin) – con Mary Hopkin, Porter Wagoner & the Opry Gang, The Moscow Circus
2. Blowin' in the Wind – 3:21 (Bob Dylan) – con Nickel Creek
3. Where Have All the Flowers Gone – 4:04 (Pete Seeger) – con Norah Jones & Lee Ann Womack
4. The Twelfth of Never – 3:16 (Lisa Lee Reagan, Emily Bree Stevenson) – con Keith Urban
5. Where Do the Children Play – 3:23 (Cat Stevens) – con Yusuf Islam
6. Me and Bobby McGee – 3:49 (Kris Kristofferson, Fred Foster) – con Kris Kristofferson
7. Crimson and Clover – 3:39 (Tommy James, Peter P. Lucia) – con Tommy James
8. The Cruel War – 3:42 (Traditional; arr. by Dolly Parton) – con Alison Krauss, Mindy Smith & Dan Tyminski
9. Turn, Turn, Turn – 3:17 (Pete Seeger) – con Roger McGuinn
10. If I Were a Carpenter – 2:54 (James Timothy Hardin) – con Joe Nichols
11. Both Sides Now – 3:33 (Joni Mitchell) – con Judy Collins & Rhonda Vincent
12. Imagine – 3:52 (John Lennon) – con Fred Foster